# Marc Esteve (rector del Seminari Conciliar de Barcelona)
Marc Esteve (actiu durant el s. XVI), fou un prevere catòlic català.
Va ser el primer rector del Seminari Conciliar de Barcelona, des de l'any de la seva creació el 1593 i fins al 1597, a partir d'una acta emesa pel bisbe de Barcelona Joan Dimes Loris el dia 19 de novembre de 1593. Al seu torn, el rector Esteve va nomenar procuradors per al Seminari Sebastià Garan, Joan B. Matas i Miquel Cornet, que reberen l'encàrrec de prendre possessió de les antigues propietats que havien pertangut a les monges que havien ocupat fins llavors el monestir de les Canoneses, i que a partir del 20 de novembre de 1593 es convertí en el Seminari de Montalegre quan el rector Esteve "cerró y abrió las puertas del Convento en señal de que tomaba posesión del mismo en calidad de primer Rector".